# Şıxarx
Şıxarx (armeniska: Leninavan, Լենինավան) är en ort i Azerbajdzjan.   Den ligger i distriktet Tərtər Rayonu, i den centrala delen av landet, 250 km väster om huvudstaden Baku. Şıxarx ligger 315 meter över havet och antalet invånare är 304.
Terrängen runt Şıxarx är platt åt sydost, men åt nordväst är den kuperad. Terrängen runt Şıxarx sluttar brant österut. Närmaste större samhälle är Terter, 4,0 km öster om Şıxarx.
Trakten runt Şıxarx består till största delen av jordbruksmark. Runt Şıxarx är det ganska glesbefolkat, med 43 invånare per kvadratkilometer.